# Перекрёстный огонь (фильм, 1947)
«Перекрёстный огонь» (англ. Crossfire) — низкобюджетный классический детективный нуар, снятый режиссёром Эдвардом Дмитрыком, премьера которого состоялась в 1947 году. Фильм представляет собой экранизацию романа «Славный парень в окопе» Ричарда Брукса. В главной роли снялся Роберт Янг.
Главные герои ленты — четверо ветеранов-антисемитов, которые, встретив доброжелательного еврея в баре, соглашаются посетить его вашингтонскую квартиру. Эдвард Дмитрык и продюсер давно задумали фильм о разрушительной природе антисемитизма. Картина принесла им успех в виде благожелательных откликов критики и престижных наград.
Картина была выдвинута на «Оскар» в пяти номинациях — «Лучший фильм», «Лучшая режиссёрская работа» (Эдвард Дмитрык), «Лучший сценарий» (Джон Пэкстон), «Лучшая мужская роль второго плана» (Роберт Райан) и «Лучшая женская роль второго плана» (Глория Грэм), но не победила ни в одной. Критики отмечали, что у ленты Элиа Казана «Джентльменское соглашение», получившей статуэтку за лучший фильм года, и фильма Дмитрыка были одинаковые шансы на победу, однако академики отдали предпочтение менее жестокой драме Казана.

## Сюжет
Действие фильма происходит в 1940-е годы. Возлюбленная еврея Джозефа Сэмюэлса (Сэм Ливин), мисс Льюис (Марло Дуайер), обнаружила его труп в принадлежащей ему квартире в Вашингтоне. Расследование дела начинает капитан полиции Финлэй (Роберт Янг).
Мисс Льюис заявляет, что вечером, перед обнаружением трупа, они с Сэмюэлсом сидели в баре, где познакомились с четырьмя ветеранами только что минувшей войны — Монтгомери (Роберт Райан), капралом Артуром Митчеллом (Джордж Купер), Флойдом Бауэрсом (Стив Броуди) и другом Флойда, Лероем (Уильям Фиппс). На допросе Монтгомери признаётся, что они с Флойдом и Митчеллом вчера были в квартире у Сэмюэлса.
После того, как Финлэй опрашивает почти всех подозреваемых, наиболее вероятным подозреваемым ему кажется Митчелл, который, по словам Монтгомери, был очень пьян и совершенно не осознавал происходящего. Чтобы окончательно подтвердить свои подозрения, Финлэй допрашивает последнего свидетеля, сержанта Питера Кили (Роберт Митчем), соседа Митчелла по комнате, который утверждает, что Митчелл вернулся с войны психически нездоровым, но убить человека просто не способен. Пытаясь помочь другу, Кили безуспешно пробует разыскать его.
В результате расследования Финлэй с помощью Кили приходит к выводу, что убийца Сэмюэлса — жестокий и лицемерный антисемит Монтгомери.

## В ролях
| Актёр         | Роль               |
| ------------- | ------------------ |
| Роберт Янг    | капитан Финлэй     |
| Роберт Митчем | сержант Питер Кили |
| Роберт Райан  | Монтгомери         |
| Глория Грэм   | Джинни Трэмейн     |
| Пол Келли     | мистер Трэмейн     |
| Сэм Левин     | Джозеф Сэмюэлс     |

| Актёр        | Роль                      |
| ------------ | ------------------------- |
| Жаклин Уайт  | Мэри Митчелл              |
| Стив Броуди  | Флойд Бауэрс              |
| Джордж Купер | капрал Артур Митчелл      |
| Уильям Фиппс | Лерой (впервые на экране) |
| Лекс Баркер  | Хэрри                     |

## Создание
В конце 1946 года режиссёр Эдвард Дмитрык приступил к созданию экранизации нашумевшего романа «Славный парень в окопе» Ричарда Брукса. Обсудив первые наброски сценария с близким другом, продюсером Эдрианом Скоттом, они решили, что заменят главного героя книги, гомосексуала Сэмюэлса, на доброго и наивного еврея Сэмюэлса. О причине этого Скотт говорил: «Я знал, что брутальное убийство гомосексуала, показанное в фильме, станет преградой для проката фильма из-за кодекса Хейса». Кроме того, тема антисемитизма тогда была крайне популярной в кинематографе США.
«Зелёный свет» на разработку картины лично дала глава одного из отделов кинокомпании RKO Pictures Дори Скэри, по национальности являющаяся еврейкой. Примечательно, что «Перекрёстный огонь» стал первым фильмом категории B (низкобюджетные ленты) в истории премии «Оскар», когда-либо номинированным в категории «Лучший фильм».

## Критика
Фильм был положительно воспринят большинством мировых кинокритиков, которые, по большей части, отмечали саспенсную подоплёку происходящего и невероятную актёрскую игру Роберта Райана. Невзирая на это, в среде американских евреев лента получила отторжение и более прохладные отзывы.
- «Достойный триллер. Только Роберт Райан, сыгравший коварного Монтгомери, возводит его на более высокий уровень» — Дэйв Кэр, Chicago Reader[4]
- «Этот низкобюджетный триллер сделал то, что делают все фильмы категории B: затронул ту тему, которую „респектабельный“ фильм затронуть не сможет» — Time Out[3]
- «Очень сильное и могущественное послание против антисемитизма» — Джеффри М. Андерсон, Combustible Celluloid[5]

## Награды и номинации
- 1947 — фильм вошёл в десятку лучших фильмов года по версии Национального совета кинокритиков США.
- 1947 — приз 2-го Каннского кинофестиваля за лучший социальный фильм.
- 1948 — премия Эдгара Аллана По за лучший фильм года.
- 1948 — 5 номинаций на премию «Оскар»: лучший фильм, лучшая режиссёрская работа (Эдвард Дмитрык), лучший сценарий (Джон Пэкстон), лучшая мужская роль второго плана (Роберт Райан), лучшая женская роль второго плана (Глория Грэм).
- 1949 — номинация на премию BAFTA за лучший фильм.